# Свињарство у Републици Српској
Свињарство у Републици Српској има дугу традицију и представља једну
од значајних грана сточарства, како према обиму и нивоу производње, тако и према нивоу потрошње.

## Опште информације
Свињарство као значајна грана сточарства заузима велики удео у укупној пољопривредној и прехрамбеној производњи у Републици Српској, јер на територији Републике Српске од давнина постоји традиција узгоја свиња и коришћења свињског меса у исхрани људи.
Заступљеност плодних раса
Неке од најзаступљенијих плодних раса у Републици Српској су: белгијски, дански, холандски немачки и норвешки ландрас.   
Заступљеност месних раса
Најзаступљеније меснате расе су: дурок, хемпшир и пијетрен. Њихово учешће у расном саставу на фармама је различито, тако да су неке у малом броју, нпр. само у запатима. Укрштањем различитих раса и линија желе се искористити сви типови хетерозис ефеката (индивидуе, мајке и оца).
Раса је основна јединица узгојног програма и највећи генетски напредак се постиже у популацији ако се селекција истовремено спроводи на целој популацији. У свињарству Републике Српске заступљена је прилично шаролика расна структура. Разлог шароликости расне структуре свиња може се оправдати:
- престанком рада некадашњих носилаца свињарске производње у Републици Српској,
- немогућношћу извоза свиња и свињског меса у претходном периоду,
- недовољном увозу квалитетно приплодних животиња чистих раса
- традиционалном приступу узгоја свиња код самих узгајивача.

На основу Закона о сточарству, министар пољопривреде, шумарства и водопривреде донио је Рјешење о утврђивању листе раса, сојева, хибрида и крижанаца домаћих животиња које се узгајају у Републици Српској. У складу са наведеном листом, расе и хибриди свиња који се узгајају у Републици Српској приказани су у доњој табели:
| Расе | Хибриди |
| --- | --- |
| Белгијски ландрас Велики јоркшир Дански ландрас Дурок (Duroc) Мангулица П 76 Немачки ландрас Пијетрен (Pietrain) Француски ландрас Хемпшир (Hampshire) Холандски ландрас Црна славонска Шведски ландрас | Галија (Gallia) Наима (Naima) Некар (Necar) Нервие (Nervie) П 76 (Пена) (Pena) Редоне (Redone) Темпо (Tempo) Тибор (Tubor) Топигс (Topigs) Хипор (Hypor) |

## Значај
Поред директног значаја свињарства за произвођаче и економску добит Републике Српске, оно има и индиректни утицај на целокупну приведу и научно-истраживачку област.
У свињарству је од посебног значаја број расплодних грла, крмачa и супрасних назимица. Стање крмача и супрасних назимица, приближно прати кретање укупног броја свиња, с тим да је њихов пораст био интензивнији и кретао се по просечној годишњој стопи од 6%. Удео крмача и супрасних назимица у укупном броју свиња је у просеку 14%. Највећи пад крмача и супрасних назимица је био 2017. године, када је у РПГ уписано 240.047 свиња.

## Изазови
Као и друге гране пољопривредне производње и свињарска производња у Републици Српској среће се са низом изазова, унутрашњих и спољашњих као што су:
- недовољна продуктивност, која се огледа у малом броју живорођене и отхрањене прасади по крмачи,
- неповољан расни састав,
- присуство различитих болести, односно питање здравствене заштите свиња,
- неквалитетан начин трајног означавања свиња,
- недостатак квалитетних нерастова и неконтролисана употреба сјемена за вјештачко осјемењавање назимица и крмача,
- прекомеран увоз живих свиња, свјежег и замрзнутог свињског меса, полутрајних и трајних производа свињског поријекла,
- онемогућеност извоза свињетине у земље Европске уније због дугогодишње вакцинације свиња против класичне куге свиња.

## Узгојни циљ
Да би узгојни циљ свиња у Републици Српској био успешно остварен у производњи се мора постићи следеће:
1. производња 21 товљеника по крмачи годишње са 80% радмана, 55-58% удела меса у полутки, односно 880–928 kg квалитетног мишићног ткива годишње по крмачи,
2. број прашења два до три пута по крмачи годишње,
3. број живорођене прасади по леглу > 10,5,
4. укупан број прасади по крмачи годишње 24,
5. број одгојене прасади по крмачи 21,
6. угинућа прасади у лактацији крмаче < 9%,
7. прираст у тову од 115 дана > 700 g,
8. конверзија хране 3 kg за килограм прираста,
9. ремонт стада 35% у производним стадима и 45% у нуклеусима

## Бројност
Производња свиња је сконцентрисана на породичним пољопривредним
газдинствима (93% укупног броја свиња и 94% крмача и супрасних назимица). Број
свиња је имао осцилације и у просеку је био на нивоу 443 хиљаде. Максималан број
свиња је био 2015. године, а минималан у 2014. години.
| Година                       | 2015. | 2016. | 2017. | 2018.  |
| ---------------------------- | ----- | ----- | ----- | ------ |
| Број фарми крмача и назимица | 123   | 143   | 211   | 431    |
| Број крмача и назимица       | 8.664 | 8.975 | 9.849 | 13.973 |

У структури сточарске производње, израженој у условним грлима, свиње имају учешће од 17%. Имајући ово у виду укупан број свиња је незнатно растао по просечној годишњој стопи од 0,63%.
|                        | 2014.   | 2015.   | 2016.   | 2017.   | 2018.   | (%)   |
| ---------------------- | ------- | ------- | ------- | ------- | ------- | ----- |
| Свиње укупно           | 435.000 | 452.000 | 442.000 | 441.000 | 446.000 | +0,63 |
| Крмаче и суп. назимице | 61.000  | 61.000  | 60.000  | 62.000  | 77.000  | +5,99 |

## Обележавање свиња
Обележавање свиња представља основну зоотехничку меру од чијег спровођења зависи успех осталих мера у свињарству и сточарству. Обележавање представља стављање одређених знакова/ симбола или бројева на најподеснији део тела животиње са циљем њиховог распознавања. Обележавању се мора посветити велика пажња у смислу квалитетног и благовременог извођења, јер без њега није могуће пратити телесни развој, контролисати производњу и спроводити селекцију.
У свињарству Републике Српске примјењују се следећи начини обележавања: 
- тетовирање
- стављање ушних маркица